# Shane Acker
Shane Richard Acker (Wheaton, 1971) es un animador, director de cine y guionista, reconocido principalmente por haber dirigido el filme animado 9, basado en su cortometraje del mismo nombre que logró una nominación a los Premios Óscar. Ha trabajado vinculado a los efectos visuales en películas como Total Recall, 47 Ronin y El retorno del Rey.

## Filmografía

### Largometrajes y series de televisión
| Año  | Título           | Director | Escritor | Notas               |
| ---- | ---------------- | -------- | -------- | ------------------- |
| 2009 | 9                | Sí       | Sí       | Debut como director |
| TBA  | Ash              | Sí       | Sí       |                     |
| TBA  | Beasts of Burden | Sí       |          |                     |
| TBA  | Deep             | Sí       | Sí       | También historia    |
| TBA  | Fantastic Toys   | Sí       | Sí       |                     |
| TBA  | Monstrum         | Sí       |          |                     |
| TBA  | Muddlespot       | Sí       |          |                     |
| TBA  | The Passage      | Sí       |          |                     |
| TBA  | Xeno             | Sí       |          |                     |

### Cortometrajes
| Año  | Título                                | Director | Escritor | Animador | Notas                           |
| ---- | ------------------------------------- | -------- | -------- | -------- | ------------------------------- |
| 1999 | The Hangnail                          | Sí       | Sí       | Sí       |                                 |
| 2003 | The Astounding Talents of Mr. Grenade | Sí       | Sí       |          | También fotografía              |
| 2005 | 9                                     | Sí       | Sí       | Sí       |                                 |
| 2010 | A Jake and a Tom                      |          |          | Sí       |                                 |
| 2010 | Plus Minus                            | Sí       |          |          |                                 |
| 2021 | Crusoe                                | Sí       | Sí       | Sí       | También fotografía y producción |

### Otros trabajos
| Año  | Título                                        | Efectos visuales | Notas                          |
| ---- | --------------------------------------------- | ---------------- | ------------------------------ |
| 2003 | The Lord of the Rings: The Return of the King | Sí               | Animador                       |
| 2012 | Journey 2: The Mysterious Island              | Sí               | Artista de previsualización    |
| 2012 | Total Recall                                  | Sí               | Artista de previsualización    |
| 2013 | Oz the Great and Powerful                     | Sí               | Artista de previsualización    |
| 2013 | 47 Ronin                                      | Sí               | Supervisor de previsualización |

### Videojuegos
| Año  | Título     | Animador | Notas |
| ---- | ---------- | -------- | ----- |
| 2005 | Guild Wars | Sí       |       |

## Premios y distinciones
Premios Óscar
| Año  | Categoría                  | Película | Resultado |
| ---- | -------------------------- | -------- | --------- |
| 2006 | Mejor cortometraje animado | 9        | Nominado  |